# NGC 476
NGC 476 је лентикуларна галаксија у сазвежђу Рибе која се налази на NGC листи објеката дубоког неба.
Деклинација објекта је + 16° 1' 14" а ректасцензија 1h 20m 19,8s. Привидна величина (магнитуда) објекта NGC 476 износи 14,4 а фотографска магнитуда 15,4. NGC 476 је још познат и под ознакама MCG 3-4-23, CGCG 459-33, NPM1G +15.0050, PGC 4814.